# Масакр у Гатима
Масакр у Гатима се односи на масовна убиства житеља пољичког села Гата почињена 1. октобра 1942. од стране четничких формација по налогу команде италијанског XVIII корпуса, уз логистичку подршку италијанске дивизије Сасари. Масакр је изведен као одмазда у циљу застрашивања због подршке коју су житељи Гата и оближњих села пружали далматинским партизанима у њиховој борби против италијанског окупатора.
Село је у потпуности опљачкано и спаљено, а у селу је убијено 79 становника (73 из Гата и 6 из околних села). Истог дана у околним селима убијен је још 21 становник. Масакр у Гатима, 1. октобра 1942, је један од највећих злочина који су четници починили на територији данашње Хрватске током Другог светског рата. Иста скупина четника у наредна три дана убила је већи број житеља Дугопоља и Горњих Пољица.
Најодговорнији за злочин су били генерал Умберто Спиго, заповедник италијанског XVIII војног корпуса и четнички заповедник Мане Роквић.

## Претходне околности
Партизанске јединице су током 1942. извршиле више акција уништавања комуникацијске инфраструктуре у сплитском и омишком залеђу. Након ослобађања Ливна 7. августа интензивиране су активности на уништавању путева како би се отежали покрети моторизације према Ливну. Мосорска партизанска чета је у ноћи 9/10. августа на више места порушила пут између Жрновице и Блата ка Цетини. Покрај Гата разорено је 60 метара пута у дубини од 4 метра. Почетком септембра Покрајински комитет КПХ за Далмацију наложио је партијским организацијама на Пољичком и Омишком сектору интензивно уништавање путева који иду од Сплита према Имотском и према Макарској, и мобилизацију што већег броја сељака за ове акције. Команда Четврте оперативне зоне НОВ Хрватске почтеком септембра у више наврата наложила је Мосорској чети рушење путева и вршење напада. У извештају Врховном штабу од 6. септембра 1942. команда је напоменула како је у акцијама учествовало око 400 сељака. 28. септембра срушена су 3 високонапонска електрична стуба, што је довело до 15-дневног застоја у раду индустријских постројења.
Команда италијанског XVIII корпуса тим поводом покренула је мере одмазде. Преко своје дивизије Сасари обезбедила је довођење четника за акцију из Книна, а командант дивизије Бергамо Пиацони послат је на састанак са командом снага НДХ у Омишу. На том састанку који је одржан 30. септембра рекао је како је северно од Омиша у току једна акција, и поручио заповедницима снага НДХ да не буду запрепашћени ако која кућа изгори.

## Злочин у Гатима, 1. октобра 1942.
30. септембра 1942. године у 20 сати из Сплита у Омиш приспели су италијанским камионима из правца Книна између 130 и 150 четника антикомунистичких милиционара, који су исте вечери преноћили у италијанском логору у Омишу. Међу четницима који су пристигли у Омиш налазио се и четнички командант Мане Роквић. Сутрадан, рано изјутра, помогнути од две чете италијанске војске, кренули су пешице ка селу Гата (налази се у непосредној близини Омиша, изнад града), у две колоне. Уз пут су срели скупину жена и девојака из Гата које су носиле млеко за Омиш. Похватане девојке су малтретиране, мучене и, највероватније силоване. У литератури се најчешче наводи бројка од 9 жена и девојака. У најреферентнијој литератури помињу се имена 7 жена и девојака, при чему се наводи да су четници убили 6 ухваћених жена и девојака, а да је Ивка Оћашић (рођ. 1921) била једина преживела сведокиња овог злочина.
Четници су најпре починили злочин у засеоку Подградац. Све похватане становнике истерали су из кућа након чега су отпочела убиства, без обзира на старост и пол. Злочин у засеоку Подградац преживели су Андрија Пивчевић, тада дечак од 8 година, који је био тешко израњаван од убода камом и од пушчаног метка и Марија Боровац (рођ. 1907), такође тешко рањена хладним оружјем. Марија је својим телом успела да заштити двојицу малих синова, али је један умро након неколико дана од последица рањавања. Андрија Пивчевић и Марија Боровац сведочили су на послератном суђењу Дражи Михаиловићу. У суседном засеоку Скочибе 1. октобра 1942. четници су убили неколико становника, док је већина подстакнута догађајима у Подградцу, успела побећи у планину Мосор. Заселак је спаљен у потпуности. У засеоку Поцеље убили су 26 мушкараца и жена. Према подацима из референтне литературе, у овом засеоку четници нису убијали децу. У засеоку Човићи такође је убијен већи број мушкараца, жена и деце. Према подацима из литературе, један четник је спасио смрти мањи број деце. У овом засеоку старица Матија Човић је у самоодбрани убила четника Вељка Илића, који је уз војводу Манета Роквића био главни заповедник злочиначке акције. Злочин је настављен и у суседном засеоку Кувачићи где је побијен већи број особа свих доба старости и оба пола. У засеоку Просо није дошло до убијања залагањем непознатог четника. Међутим, и овај заселак је спаљен и опљачкан, као и сви делови села Гата.
Четници су 1. октобра 1942. укупно убили 73 становника села Гата. У Гатима је истог дана убијено и 6 становника околних села Острвица, Звечање, Путишић, Дуће и Тугаре. Дакле, у Гатима је 1. октобра 1942. од стране четника убијено укупно 79 особа. Публиковани су поименични подаци о страдалима.
Четници су у селу Гата спалили укупно 115 кућа. Од свих кућа у селу је остало 6, које нису попаљене. Поред паљевине и убијања антикомунистичка милиција је вршила пљачку.
У истом походу, осим Гата, страдала су и околна Числа, Звечање и Острвица. Од ова три села највише је страдала Числа. Четници су 1. октобра убили 18 становника овог села. Село је у потпуности спаљено, а становништво је било принуђено да избегне на Мосор. Истог дана убијена су 3 становника Острвице (два у Острвици, а један у Гатима). Такође, убијен је и један становник села Наклице (према доступним подацима, четници су ухватили 10 становника овог села, али су их пустили). У селу Острвици попаљене су 3, а селу Звечане 5 кућа. Према подацима из литературе, становници ових села избегли су страдање јер су пре доласка четника били упозорени од стране италијанског окупатора да се склоне у планину како би избегли смрт.
У четничком походу на село Гата и околна села, 1. октобра 1942. укупно је убијено 100 особа.
Противкомунистичку милицију у свим селима пратила је редовно италијанска војска за све време док је трајала акција.
Као одговоран за масакре наводи се Мане Роквић, чије су снаге биле део Динарске дивизије, односно квислиншке формације Антикомунистичка добровољачка милиција. Масакр је обележила и окрутност према жртвама од којих је велики број пре убијања био сакаћен, мучен, а неки и живи спаљени.
Поручник Ђорђе Николић, командант пука Краљ Александар Динарске дивизије је 11.12.1942. протестовао Дражи Михаиловићу, команданту ЈВуО, због унапређења Манета Роквића:
Крајем септембра месеца Мане Роквић на захтев команде талијанске дивизије „Сасари“ чијој се власти једино и покоравао, предузме акцију против хрватских села изнад Сплита и Клиса ка Сињу. Како је у изгледу била добра пљачка успео је да сакупи 120 бораца вичних њему - све саме арамије - и пође у акцију. Како је доцније сам причао и отворено се хвалио, успео је да спали 19 хрватских села и побије сав народ - говорио је да је само у једном селу запалио школу заједно са свим ђацима и учитељима... Због предњег тражили смо да се Мане Роквић искључи из организације као апсолутно штетан. Уместо тога долази декрет о његовом унапређењу у чин четничког војводе, а унапређен је на предлог капетана Иванишевића...

## Злочин у Дугопољу и Горњим Пољицама, 2-4. октобра 1942.
Након извршеног масакра у Гатима, четници су се 2. октобра италијанским камионима вратили у Омиш, одакел су истим возилима пребачени према Сплиту, односно према Клису. Предвече, 2. октобра, четници у пратњи италијанских војника, одлазе у оближње Дугопоље. У овом селу четници су убили 35 особа и спалили 65 кућа. У суседном селу Котленице убили су 17 сељана, а 10 их је касније умрло од задобијених рана. Половина села је запаљена. Број убистава у Дугопољу и Котленици био би свакако већи да већина становника није избегла у планину.
Сутрадан, 3. октобра 1942, четници и Италијани долазе у Горње Пољице. У селу Сријане убијају 3 становника, а у Горњем Долцу 4 локална житеља и 2 становника суседних села. Скоро сви становници ових села су побегли на Мосор. У оба села запаљен је већи број кућа. Сутрадан, 4. октобра, у селу Доњи Долац четници су убили 2 житеља, село опљачкали и спалили 67 кућа. Истог дана враћају се у Дугопоље и врше пљачку села. Напљачкани плен су италијанским камионима превезли у Сплит, а одатле су га транспортовали возом за Книн.

## Послератно суђење
На послератном суђењу четничком вођи Драгољубу Михаиловићу говорило се и о масакру у Гатима, а као одговоран је наведен Мане Роквић.